# Sambas de Enredo 2024 (LIESES): Grupo de Acesso A & B
Sambas de Enredo 2024 (LIESES): Grupo de Acesso A & B é um álbum com os samba-enredo das doze escolas de samba do Grupo de Acesso do Carnaval de Vitória para os desfiles de 2024. Foi lançado nas principais plataformas de streaming de áudio online, no dia 5 de dezembro de 2023. O álbum foi produzido, dirigido e gravado no estúdio DO PORTO em Vitória no Espírito Santo.
A primeira faixa é da vice-campeã Independente de São Torquato, que levou para avenida a felicidade que existe na capital da Bahia, Salvador, seja ela pela música, religiosidade, ou pelas belas paisagens.  A segunda faixa é da Mocidade da Praia, contando as lendas e vivências dos povos indígenas que viviam nos manguezais, exaltando a importância de preservar esse tipo de vegetação, além de homenagear o Lameirão, e a cidade de Vitória.  Ocupando a terceira faixa, vem a Império de Fátima, que exaltou a ancestral tradição das benzedeiras, independente da religião, exaltando de Ossanhe a Virgem Maria.  A quarta faixa, é da Imperatriz do Forte, que exaltou sua própria história, desde a criação do Forte São João, que defende o litoral de Vitória desde 1592 e também homenageando a história daqueles que nasceram e cresceram no bairro.  A quinta faixa é da Unidos de Barreiros que levou ao Sambão do Povo uma releitura do enredo de 2009, que cantou na avenida a cidade de Guarapari, o maior e mais conhecido balneário capixaba.  A sexta faixa é da Independente de Eucalipto, que levou para avenida um enredo sobre Baixo Guandu durante o processo da colonização, contando a história das famílias europeias que na cidade iam viver.  Fechando a primeira parte do álbum, a sétima faixa é da Andaraí faz uma releitura de seu enredo de 1991 que rendeu um título, exaltando as lendas e histórias da infância. 
A oitava faixa já é do Grupo B, da Mocidade Serrana, que exaltou a própria cidade Serra, a terra do abacaxi, contando suas riquezas.  A nona faixa é da União Jovem de Itacibá, que canta a história da heroína capixaba, Maria Ortiz.  A décima faixa é tomada pela Rosas de Ouro que trouxe um enredo sobre a preservação ambiental.  Tomando a décima primeira e penúltima faixa, está a Tradição Serrana, que cantou que toda forma de amar vale a pena, independente da sexualidade, enaltecendo a diversidade.  A última faixa é da Chega Mais que canta a origem do tambor, e como a música está associada ao ritmo do coração. 

## Capa
Diferente do Grupo Especial, a capa do álbum do Grupo de Acesso é alguma foto da vice-campeã, já que agora, a campeã faz parte do Grupo Especial, então quem estampa a capa é a Independente de São Torquato. 

## Faixas
Tradicionalmente, as faixas seguem a ordem da classificação do carnaval anterior, sendo assim, a primeira faixa é da vice-campeã Independente de São Torquato, e assim segue. A última faixa, é da escola que caiu do Grupo A para o Grupo B no último carnaval, sendo assim, a Chega Mais é quem fecha o álbum.